# Max e Hélène
Max e Hélène è un film per la televisione italiano del 2015 liberamente ispirato al romanzo omonimo di Simon Wiesenthal, che racconta una storia realmente accaduta, diretta da Giacomo Battiato, con Alessandro Averone e Carolina Crescentini. Il film TV è andato in onda su Rai 1 il 26 gennaio 2015. 

## Trama
Venezia, 1944. Max Sereni è uno studente ebreo di medicina all'Università di Venezia. La sua famiglia è stata catturata e deportata in Germania, mentre lui si nasconde in una soffitta. Non vuole abbandonare la città perché lì vive Hélène, la ragazza di cui è innamorato, che è la figlia di un fascista antisemita. Un giorno però le SS scoprono il nascondiglio e catturano Max. A quel punto Hélène decide di seguire il fidanzato, anche se lei non è ebrea. Mentre vengono deportati i due riescono a sposarsi sul treno e, quando esso rallenta riescono a fuggire nel bosco.
Purtroppo ben presto vengono trovati da due ufficiali nazisti che li uniscono a un gruppo di ebrei che stanno per essere fucilati.
Max riesce a salvare Hélène svelando la sua appartenenza alla razza ariana e la ragazza è costretta ad assistere alla fucilazione dei prigionieri e di Max.
Max in realtà non muore, perché viene colpito di striscio, nascosto dai cadaveri dei compagni morti e salvato da una dottoressa che aiuta i tedeschi che mente, confermando il suo decesso.
Passati 15 anni, durante i quali Max si era spostato per l'Europa per sfuggire ai nazisti e per ritrovare la sua Hélène, egli fa ritorno a Venezia dove scopre che la ragazza sta bene e esercita la professione di medico. Lei, che credeva di non rivederlo più, rimane particolarmente scossa dalla sua visita anche perché confessa di avere avuto un figlio: dopo la fucilazione di Max l'ufficiale che li aveva trovati la aveva tenuta come sua concubina, ferendola e torturandola per "punirla"  per il suo amore per un ebreo. Una volta ottenuta la libertà dal suo aguzzino, Hélène aveva scoperto di essere incinta, era riuscita a far convalidare il suo matrimonio clandestino con Max e a dare al figlio il cognome dell'amato. Inoltre aveva inventato una bugia per il figlio in modo che lui non sappesse nulla del suo padre biologico e che fosse convinto di essere il figlio del marito della madre, Max, morto da eroe in guerra.
Max vuole vendicare ciò che l'ufficiale nazista ha fatto alla moglie ma lei non vuole, temendo che lo scandalo possa colpire suo figlio.
Max fugge, rintraccia l'ufficiale (che ora è sposato) e trova una sua foto in divisa da SS.
Con uno stratagemma diventa amico della moglie dell'ufficiale e, durante una cena a casa loro, smaschera l'ufficiale anche grazie alla foto: tutto ciò che lui sa non uscirà da quella stanza (quindi non danneggerà né Hélène né il ragazzo) ma l'ex nazista perde il rispetto e l'amore di sua moglie (che lo lascia) e della sua famiglia restando completamente solo.
Max fa ritorno a Venezia da Hélène per poter stare assieme.

## Location
La miniserie è stata girata a Venezia, a Bolzano e in alcune altre località altoatesine: Fiè allo Sciliar, Soprabolzano, Magrè sulla Strada del Vino, Bressanone e Merano.